# Лозанович, Леонид Николаевич
Леонид Николаевич Лозанович (17 марта 1902,  Бирзула,  Херсонская губерния, Российская империя, ныне город Подольск,  Одесская область, Украина — 2 октября 1977, Ставрополь, РСФСР, СССР) — советский военачальник, генерал-майор (15.09.1943).

## Биография
Родился 17 марта 1902 года в городе Бирзула, ныне город Подольск Одесской области. Украинец .

### Военная служба

#### Гражданская война
В 1918 году в составе отряда Красной гвардии воевал против германских войск. В феврале под ст. Верхний Кут в Донбассе был ранен. В январе 1920 года призван в РККА и служил красноармейцем в агитпункте на станции Бирзула Юго-Западной ж. д. С июля 1921 года — курсант на 5-х Екатеринославских военно-инженерных курсах. В их составе участвовал в ликвидации вооруженных формирований Н. И. Махно в Павлоградском уезде. По окончании курсов в феврале 1922	года был направлен в войска ВЧК и служил телеграфистом в 14-й бригаде ВЧК в городе Екатеринослав, с мая — чертежником технической части в 5-м железнодорожном полку в городе Елисаветград.

#### Межвоенные годы
С ноября 1921 года был командиром телефонной и инженерной команды, а с ноября 1923	года — начальником саперной команды в 152-м территориальном полку. В августе 1924 года зачислен курсантом в Одесскую пехотную школу, после окончания которой с ноября 1926 года командовал взводом в 8-м отдельном Закавказском полку войск ОГПУ. В январе 1929 года командирован на Ленинградские военно-политические курсы им. Ф. Энгельса. После завершения обучения в мае 1930 года назначен инструктором по политработе 3-го полка Отдельной дивизии особого назначения ОГПУ, с сентября исполнял должность помощника командира дивизиона по политчасти полка. 
С марта 1932 года служил в Управлении пограничной охраны полномочного представителя ОГПУ в Средней Азии в должностях инспектора, старшего инспектора и начальника 1-го отделения 3-го отдела. С июля 1934 года учился на военно-хозяйственном, затем основном факультетах Военной академии РККА им. М. В. Фрунзе. После завершения обучения в январе 1938 года был назначен начальником штаба 8-го погранотряда Ленинградского округа в городе Гдов. В апреле переведен начальником 9-го Псковского погранотряда войск НКВД Ленинградского округа. С сентября 1939 года был заместителем начальника Главного управления военного снабжения НКВД СССР. Участвовал в Советско-финляндской войне 1939-1940 гг. За формирование и обеспечение войск НКВД на финском фронте награжден орденом Красной Звезды.

#### Великая Отечественная война
С началом Великой Отечественной войны полковник  Лозанович исполнял должность заместителя начальника штаба войск НКВД СССР. В ноябре переведен начальником штаба по охране тыла Западного фронта. В том же месяце был контужен и эвакуирован в госпиталь. После выздоровления в декабре направлен начальником отдела боевой подготовки Управления пограничных войск НКВД Среднеазиатского округа в город Ташкент, а 28 января 1942 года назначен начальником штаба формировавшейся в городе Семипалатинск 458-й стрелковой дивизии. В апреле она убыла на Брянский фронт и с мая в составе 13-й армии участвовала в Воронежско-Ворошиловградской оборонительной операции. С 9 июля полковник  Лозанович исполнял должность заместитель командира этой дивизии. С 13 сентября он воевал, будучи заместителем командира 132-й, а с 3 октября — 1-й гвардейской стрелковых дивизий. В ноябре 1942 года на базе последней был сформирован 1-й гвардейский механизированный корпус, а полковник  Лозанович в нем временно исполнял должность заместителя командира. В составе 3-й гвардейской армии Юго-Западного фронта участвовал с ним в контрнаступлении под Сталинградом, в Среднедонской наступательной операции. В декабре был переведен на ту же должность в 14-й стрелковый корпус и участвовал в Ворошиловградской наступательной операции. 
В ходе Ворошиловградской операции  с 14 февраля 1943 года принял командование 61-й гвардейской стрелковой дивизией. С 26 февраля она перешла к обороне в районе села Новобулаховка, а с 9 мая заняла участок обороны на левом берегу реки Северский Донец в районе Шипиловка- Лисичанск. Со 2 сентября дивизия перешла в наступление и участвовала в Донбасской наступательной операции. Ее части форсировали реку Северский Донец и 9 сентября освободили город Славянск. За отличия в боях за овладение Донбассом 8 сентября 1943 года ей было присвоено наименование «Донбасская ». В дальнейшем части дивизии успешно действовали в Запорожской наступательной операции. С 19 октября дивизия входила в состав 3-й гвардейской армии Южного (с 20 октября — 4-го Украинского) фронта. С 5 февраля 1944 года она участвовала в Никопольско-Криворожской наступательной операции, в ходе которой форсировала реку Днепр и освободила город Никополь. С 11 февраля дивизия вошла в 6-ю армию 3-го Украинского фронта и участвовала в Березнеговато-Снигирёвской и Одесской наступательных операциях. За освобождение города Одесса она была награждена орденом Красного Знамени (20.4.1944). В конце апреля дивизия, совершив марш, заняла оборону на копанском плацдарме, который удерживала до 20 августа. В конце августа — сентябре ее части участвовала в Ясско-Кишинёвской наступательной операции. 3 сентября они пересекли границу Румынии, а 9 сентября — границу Болгарии и в конце месяца сосредоточились в районе городе Нова-Загора. С 12 ноября дивизия была включена в 57-ю армию 3-го Украинского фронта и участвовала с ней в Будапештской наступательной операции (в направлении городов Печь и Капошвар). Приказом по войскам 3-го Украинского фронта от 14.12.1944 «за потерю управления частями, отсутствие контроля, низкую требовательность к подчиненным, за незнание обстановки, ложные доклады и оставление без приказа дивизией ответственного и тактически важного рубежа и потерю материальной части артиллерии» генерал-майор Л. Н. Лозанович был отстранен от командования и зачислен в резерв. Проведенной Военной прокуратурой фронта проверкой эти факты не подтвердились, и 15 января 1945 года  Лозанович убыл в распоряжение ГУК НКО. С 4 июля 1945 года он принял командование 338-й стрелковой дивизией 39-й армии, прибывшей в состав Забайкальского фронта.

#### Советско-японская война
В ходе Советско-японской войны  дивизия под  командованием Лозановича принимала участие в Маньчжурской, Хингано-Мукденской наступательных операциях. За образцовое выполнение боевых задач при прорыве Халун-Аршанского укрепрайона, преодолении горного хребта Большой Хинган, овладении городами Чанчунь, Мукден, Порт-Артур она была награждена орденом Красного Знамени.

#### Послевоенные годы
После окончания войны с Японией генерал-майор  Лозанович продолжал командовать 338-й стрелковой дивизией в Приморском ВО. С 17 декабря 1946 года исполнял должность начальника отдела боевой подготовки 39-й армии (г. Порт-Артур), с 26 января 1949 года — начальника Управления боевой и физической подготовки ЗабВО, с 17 апреля 1952 года — начальника Тамбовского пехотного, а с 19 октября 1957 года — Ставропольского суворовского военных училищ. 20 апреля 1961 года гвардии генерал-майор  Лозанович уволен в запас по болезни.

## Награды
СССР
- орден Ленина (30.04.1945)[3][4]
- три ордена Красного Знамени (30.04.1944[5],  03.11.1944[6][4], 15.11.1950[4]
- орден Суворова 2-й степени (17.09.1943)[7])
- два ордена Кутузова 2-й степени (13.09.1944[8],  31.08.1945[9])
- орден Красной Звезды  (05.05.1940)[8]
  - медали в том числе:
  - «За отвагу» (1944)[8]
  - «XX лет Рабоче-Крестьянской Красной Армии» (1938)[8]
  - «За оборону Москвы»
  - «За оборону Сталинграда» (12.06.1944)[8]
  - «За победу над Германией в Великой Отечественной войне 1941—1945 гг.» (1945)
  - «За победу над Японией» (1945)
  - «Ветеран Вооружённых Сил СССР» (1976)

Приказы (благодарности) Верховного Главнокомандующего в которых отмечен Л. Н. Лозанович
- За овладение городами Дебальцево, Иловайск, Лисичанск, Енакиево, Горловка, Чистяково, Славянск, Артёмовск, Краматорская, Константиновка, Макеевка, Красноармейское, Ясиноватая и областным центром Донбасса — городом Сталино. 8 сентября 1943 года № 9.
- За прорыв сильно укрепленной обороны противника южнее Бендер и освобождение более 150 населенных пунктов, в том числе крупные населенные пункты Каушаны, Чимишлия, Лейпциг, Тарутино. 22 августа 1944 года № 169.
- За прорыв Халун-Аршанского укреплённого района, форсировании горного хребта Большой Хинган, преодоление безводных степей Монголии, овладение городами Чанчунь, Мукден, Порт-Артур. 23 августа 1945 года  № 372.

Других государств
- орден «9 сентября 1944 года» (НРБ)
- медаль «За Победу над Японией» (МНР)